# Bolivar (Ohio)
Bolivar és una població dels Estats Units a l'estat d'Ohio. Segons el cens del 2000 tenia 894 habitants.

## Demografia
Segons el cens del 2000, Bolivar tenia 894 habitants, 375 habitatges, i 265 famílies. La densitat de població era de 676,8 habitants per km².
Dels 375 habitatges en un 28,5% hi vivien nens de menys de 18 anys, en un 60,3% hi vivien parelles casades, en un 8,5% dones solteres, i en un 29,3% no eren unitats familiars. En el 26,9% dels habitatges hi vivien persones soles el 15,5% de les quals corresponia a persones de 65 anys o més que vivien soles. El nombre mitjà de persones vivint en cada habitatge era de 2,38 i el nombre mitjà de persones que vivien en cada família era de 2,89.
Per edats la població es repartia de la següent manera: un 23,9% tenia menys de 18 anys, un 6,9% entre 18 i 24, un 26,7% entre 25 i 44, un 26,1% de 45 a 60 i un 16,3% 65 anys o més.
L'edat mediana era de 40 anys. Per cada 100 dones de 18 o més anys hi havia 89,9 homes.
La renda mediana per habitatge era de 38.971 $ i la renda mediana per família de 46.250 $. Els homes tenien una renda mediana de 39.904 $ mentre que les dones 19.844 $. La renda per capita de la població era de 17.651 $. Aproximadament l'1,5% de les famílies i el 3,9% de la població estaven per davall del llindar de pobresa.

## Poblacions més properes
El següent diagrama mostra les poblacions més properes.